# Hét Nap
Hét Nap je tjednik iz Subotice na mađarskom jeziku iz autonomne pokrajine Vojvodine u Republici Srbiji.

## Vanjske poveznice
- (mađ.) Hét Nap  Arhivirana inačica izvorne stranice od 17. prosinca 2008. (Wayback Machine)